# Nietulisko Małe
Nietulisko Małe – wieś w Polsce, położona w województwie świętokrzyskim, w powiecie ostrowieckim, w gminie Kunów.
W latach 1975–1998 miejscowość administracyjnie należała do województwa kieleckiego.
Przez wieś przechodzi  niebieski szlak turystyczny z Łysej Góry do Pętkowic.
W XIX wieku wieś posiadała alternatywne nazwy: Mietelicko Małe, Mietelisko Małe, Mietulisko Małe.

## Części wsi
| SIMC    | Nazwa   | Rodzaj    |
| ------- | ------- | --------- |
| 0247350 | Dworaki | część wsi |

## Historia
Początkowo Nietulisko Małe było jedną wsią razem z Nietuliskiem Dużym. Stanowiło własność biskupów krakowskich i lubuskich. Na pobliskiej Górze Kamiennej stał niegdyś zamek obronny, najprawdopodobniej drewniany. Jednak dzisiaj brak jest jakichkolwiek po nim śladów.
12 października 1514 r. biskup lubuski Teodoryk sprzedał m.in. Nietulisko Małe kanclerzowi Krzysztofowi Szydłowieckiemu. Po jego śmierci dobra przeszły na jego córkę Zofię i jej męża hrabiego Jana Tarnowskiego herbu Leliwa. Z czasem wieś Nietulisko Małe weszła do kompleksu dóbr ostrowieckich. Ich dziedzicem był Jan hrabia Tarnowski.
W roku 1889 Nietulisko Małe zostało oddzielone od dóbr ostrowieckich i otrzymało osobną hipotekę. W roku 1909 kupił Nietulisko Małe z rąk hrabiów Wielopolskich Stefan Jabłkowski. W 1912 wieś przeszła dla Antoniego Rakowskiego, a po nim jego synowie: Stanisław i Bogdan Rakowscy, i córki: Jadwiga Miketta i Helena Święcicka (z drugiego męża hrabina Łubieńska). W 1917 roku Nietulisko Małe odkupił od spadkobierców Henryk Cichowski herbu Wąż. Od 1920 roku Nietulisko Małe należało większości do Jakuba Grobickiego herbu Trąby, chociaż część ziemi należało także do innych właścicieli.
Po II wojnie światowej wszystkie grunty zostały odebrane prawowitym właścicielom i znacjonalizowane.

## Archeologia
Na terenie Nietuliska Małego znaleziono dwa skarby monet rzymskich. Na pierwszy skarb natrafiono w maju 1939 roku na wzgórzu położonym nad rzeką Kamienną około 300 metrów od szosy prowadzącej z Ostrowca Świętokrzyskiego do Skarżyska — Kamiennej.
Monety w liczbie 3170 złożone były w szarym naczyniu glinianym ozdobionym prymitywnym ornamentem. Natomiast drugi skarb denarów rzymskich odkryto w latach 1942—1943 podczas kopania dołu pod fundamenty na domy, przy rozstaju dróg biegnących w kierunku Kunowa, Nietuliska Dużego i Prawęcina. Podobnie jak w pierwszym przypadku monety znajdowały się w naczyniu glinianym. Prawdopodobnie było ich około 1550, z czego uchwycono 1371 monet. Według Jolanty Drążyk, mając na uwadze ilość monet, można śmiało skarby z Nietuliska Małego uznać za jedno z największych odkryć denarów nie tylko na ziemiach polskich ale także w Europie.

## Zabytki
Park z XIX w., wpisany do rejestru zabytków nieruchomych (nr rej.: A.611 z 13.12.1957).